# Passerelle Corktown
La Passerelle Corktown (anglais : Corktown footbridge) est une passerelle pour piétons et vélos qui enjambe le canal Rideau à Ottawa, Ontario, Canada. La passerelle de 70 mètres (230 pi) est situé à environ 400 m (1 300 pi) au sud du pont de l'avenue Laurier et relie le campus de l'Université d'Ottawa au quartier du Triangle d'or. Elle a été inaugurée le 21 septembre 2006.
Le pont relie également les côtés est et ouest du sentier du canal Rideau. Il est relié à la promenade du Colonel-By sur son côté est et à la promenade de la Reine-Elizabeth et à la rue Somerset sur son côté ouest.
Le nom du pont fait référence à une série de baraques construites le long de la section « Deep Cut » du canal Rideau lors de sa construction. De nombreux ouvriers vivant à Corktown venaient du comté de Cork en Irlande, ce qui lui a donné son nom.
L’idée de construire un pont entre l’Université d’Ottawa et le Triangle d’or remonte aux années 1980. De nombreuses études ont été menées cours des années sans résultats. L'université et ses étudiants étaient de fervents partisans du concept, affirmant que le pont offrirait aux étudiants un accès plus facile aux commerces de la rue Elgin et relierait le Triangle d'or à la station uOttawa d'OC Transpo. Les conseillers municipaux Diane Holmes et Clive Doucet ont également exercé de fortes pressions en faveur de la construction d’un pont. Finalement, en janvier 2005, le conseil municipal a approuvé de justesse un projet de pont de 5 millions de dollars.
Au printemps 2007, un comité de dénomination a été mis sur pied par les conseillers Diane Holmes et Georges Bédard, composé d'intervenants des communautés des deux côtés du pont. Le comité a présenté son rapport lors d'une réunion publique le 29 mai 2007, où les membres du public ont eu l'occasion d'exprimer leur nom préféré parmi trois noms présélectionnés : Somerset Footbridge, Charlotte Whitton Footbridge et Corktown Footbridge. Le soutien du public au nom « Corktown » a été écrasant. Le nom a également été promu par des groupes tels que le Conseil du travail du district d'Ottawa, le Musée Bytown et un groupe ad hoc appelé « Friends of Corktown Bridge », qui a organisé un cèilidh avant la réunion publique. La cérémonie officielle de baptême de la passerelle de Corktown a eu lieu le 11 septembre 2007, dirigée par le maire Larry O'Brien.
La passerelle de Corktown possède de nombreux cadenas d'amour attachés à sa balustrade. En 2014, le professeur Murat Saatcioglu de l’ Université d’Ottawa a déterminé qu’il n’y avait aucun risque d’effondrement structurel dû au poids des cadenas d’amour attachés à la balustrade du pont. En 2019, de nombreux cadenas d'amour ont été retirés en raison de « la quantité, de l'emplacement et de l'agglutination des cadenas ». Le personnel de la ville a inspecte régulièrement les cadenas et retire ceux qui sont endommagés.

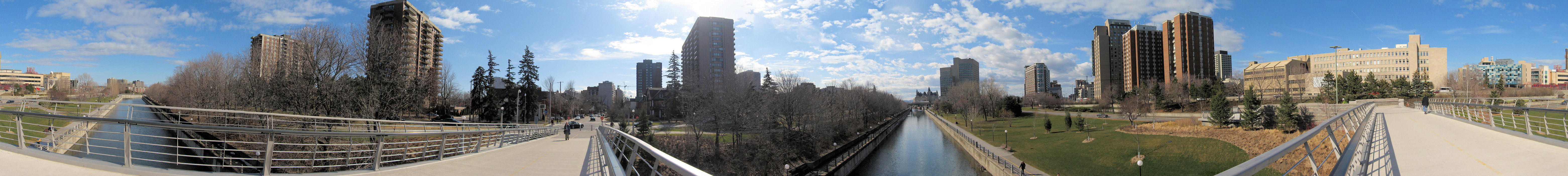
Vue panoramique depuis la passerelle.

.